# Deuce Bigalow : Gigolo à tout prix
Série
Deuce Bigalow : Gigolo malgré lui
(2005)
Pour plus de détails, voir Fiche technique et Distribution.
Deuce Bigalow : Gigolo à tout prix est un film américain réalisé en 1999 par Mike Mitchell. Il a pour suite Deuce Bigalow : Gigolo malgré lui.

## Synopsis
Nettoyeur d'aquarium, Deuce Bigalow (Rob Schneider) doit un jour faire son travail chez un gigolo. Malheureusement il détruit sa maison et ne voit comme autre possibilité que de devenir gigolo lui-même afin de vite récolter de l'argent pour la réparer. C'est ainsi que commence une nouvelle vie pour lui, à la rencontre de nouvelles clientes toutes plus délirantes les unes que les autres. Il est pour cela « managé » par un protecteur (Eddie Griffin) qui se charge de lui trouver des clientes. Il lui explique que le seul danger de ce métier est de tomber amoureux d'une cliente. Mais un jour les camarades d'une jeune fille veulent lui faire une surprise, lui payer un gigolo sans la prévenir, une situation que Deuce Bigalow va avoir de plus en plus de mal à gérer.

## Fiche technique
- Titre original : Deuce Bigalow: Male Gigolo
- Titre français : Deuce Bigalow : Gigolo à tout prix ou Gigolo à tout prix ou Rent a  man
- Titre québécois : Deuce Bigalow ou Deuce Bigalow: Gigolo à tout prix
- Réalisation : Mike Mitchell
- Scénario : Harris Goldberg
- Photographie : Peter Lyons Collister
- Musique : Teddy Castellucci
- Production : Sid Ganis, Barry Bernandi
- Sociétés de production : Touchstone Pictures, Happy Madison
- Société de distribution : Buena Vista Pictures
- Budget : 17 millions
- Pays d'origine :  États-Unis
- Durée : 88 minutes
- Dates de sortie :
  - États-Unis : 17 décembre 1999
- Box-office : 92,9 millions $

## Distribution
- Rob Schneider (VF: Philippe Bozo) : Deuce Bigalow
- William Forsythe (VF: Bernard Bollet) : Détective Chuck Fowler
- Arija Bareikis (VF: Sybille Tureau) : Kate
- Eddie Griffin (VF: Lucien Jean-Baptiste) : T.J. Hicks le mac
- Oded Fehr (VF: Julien Kramer) : Antoine Laconte
- Richard Riehle (VF: Claude Brosset) : Bob Bigalow
- Gail O'Grady (VF: Anne Deleuze) : Claire
- Amy Poehler (VF: Virginie Méry) : Ruth
- Jacqueline Obradors (VF: Marjorie Frantz) : Elaine Fowler
- Big Boy (VF: Said Amdis) : Fluisa aka Jabba
- Dina Platias (VF: Vanina Pradier) : Bergita
- Torsten Voges (VF: Claudine Maufrais) : Tina
- Deborah Lemen (VF: Marie Marzack) : Carol
- Bree Turner (VF: Dorothée Pousséo) : Allison
- Andrew Shaifer (VF: Pierre Tessier) : Neil
- Allen Covert : Vic
- Norm MacDonald : Earl McManus
- Marlo Thomas : Margaret

## Bande sonore
1. Call Me - Blondie
2. Spill the Wine - Eric Burdon and War
3. You Sexy Thing - Hot Chocolate
4. Get Down Tonight - KC & The Sunshine Band
5. Let's Get It On -Marvin Gaye
6. I'm Not in Love - 10cc
7. Magnet and Steel - Walter Egan
8. No Worries - Hepcat
9. Can't Smile Without You - Sean Beal
10. Lift Me Up - Jeff Lynne
11. Call Me - Emilia Maiello

## Suite
Une suite est sortie en 2005, intitulée Gigolo malgré lui, réalisée par Mike Bigalow, toujours avec Rob Schneider en vedette.